# Portugese koloniale oorlog
De Portugese koloniale oorlog (Portugees: Guerra Colonial of Guerra do Ultramar ("Overzeese Oorlog"), in de voormalige koloniën ook Guerra de Libertaçao ("Bevrijdingsoorlog") genoemd) was een onafhankelijkheidsoorlog tussen Portugal en nationalistische bewegingen binnen de Portugese koloniën in Afrika van 1961 tot 1974. Het was ook een beslissende ideologische strijd tijdens de Koude Oorlog tussen Afrika (Portugees Afrika en naburige staten) en Europa.

## Geschiedenis
In tegenstelling tot andere Europese naties in de jaren vijftig en zestig, weigerde het Portugese regime onder António de Oliveira Salazar zijn Afrikaanse kolonies op te geven.
De onafhankelijkheidsbewegingen in met name Angola, Mozambique en Portugees Guinea, de communistische partijen voorop, verzamelden zich in de jaren zestig onder de CONCP-paraplu (Conferentie van Nationalistische Organisaties van de Portugese Kolonies).
Gedurende de gehele periode van oorlog kreeg Portugal te maken met toenemende onenigheid, wapenembargo's en andere strafmaatregelen die door de internationale gemeenschap werden opgelegd. De antikoloniale guerrillastrijders en bewegingen werden zwaar gesteund met geld, wapens, training en diplomatieke lobby door het Communistische Blok met de Sovjet-Unie als leidende natie.
In 1973 was de oorlog steeds impopulairder geworden, niet alleen vanwege de lengte en de hoge kosten, maar ook door de verslechtering van de diplomatieke betrekkingen met andere leden van de Verenigde Naties.
In Portugal leidden tegelijkertijd de weerstand tegen de heersende militaire dictatuur in combinatie met de hoge militaire uitgaven tot de zogenaamde Anjerrevolutie. In april 1974 kwam in Lissabon een einde aan de dictatuur na een militaire coup geleid door uit Afrika terugkerende officieren.
De oorlog eindigde vervolgens met de onafhankelijkheid van alle koloniën, maar veroorzaakte ook een exodus van honderdduizenden Portugese staatsburgers, met inbegrip van militair personeel, naar Portugal. Tijdens de oorlog werden ernstige wreedheden begaan door alle in het conflict betrokken partijen. Circa een miljoen mensen uit de voormalige koloniën vluchtten naar naburige landen omdat er overal burgeroorlogen uitbraken.
Portugal was het eerste Europese land dat een kolonie in Afrika stichtte (Ceuta in 1415), het was ook de laatste die zijn koloniën in Afrika verliet.

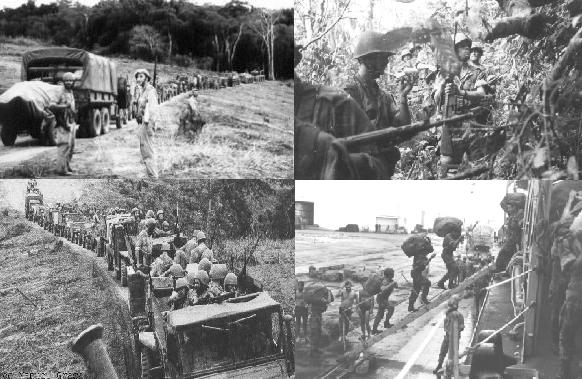
Oorlog in Mozambique
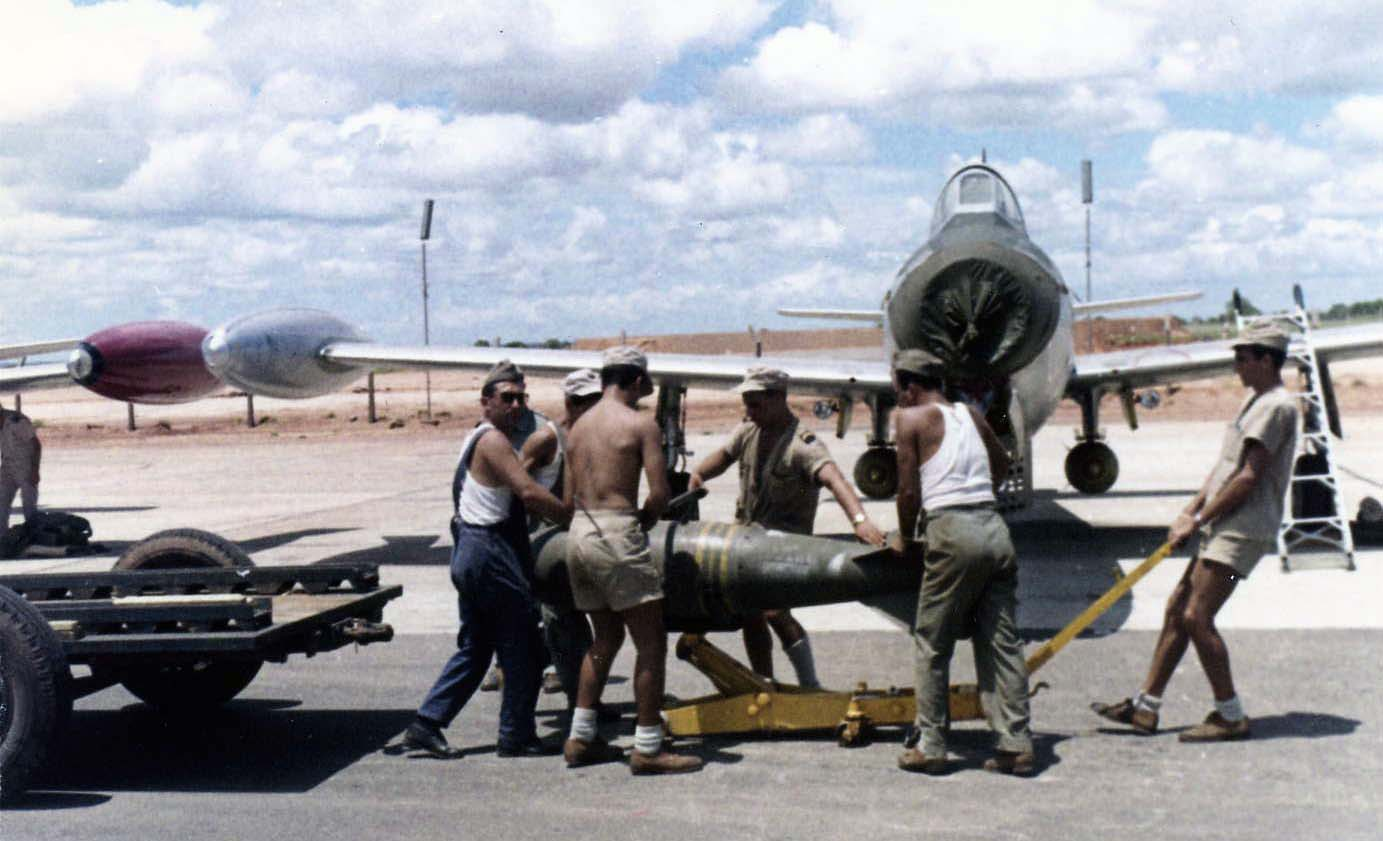
Bewapening van een Portugese F-84 in Luanda
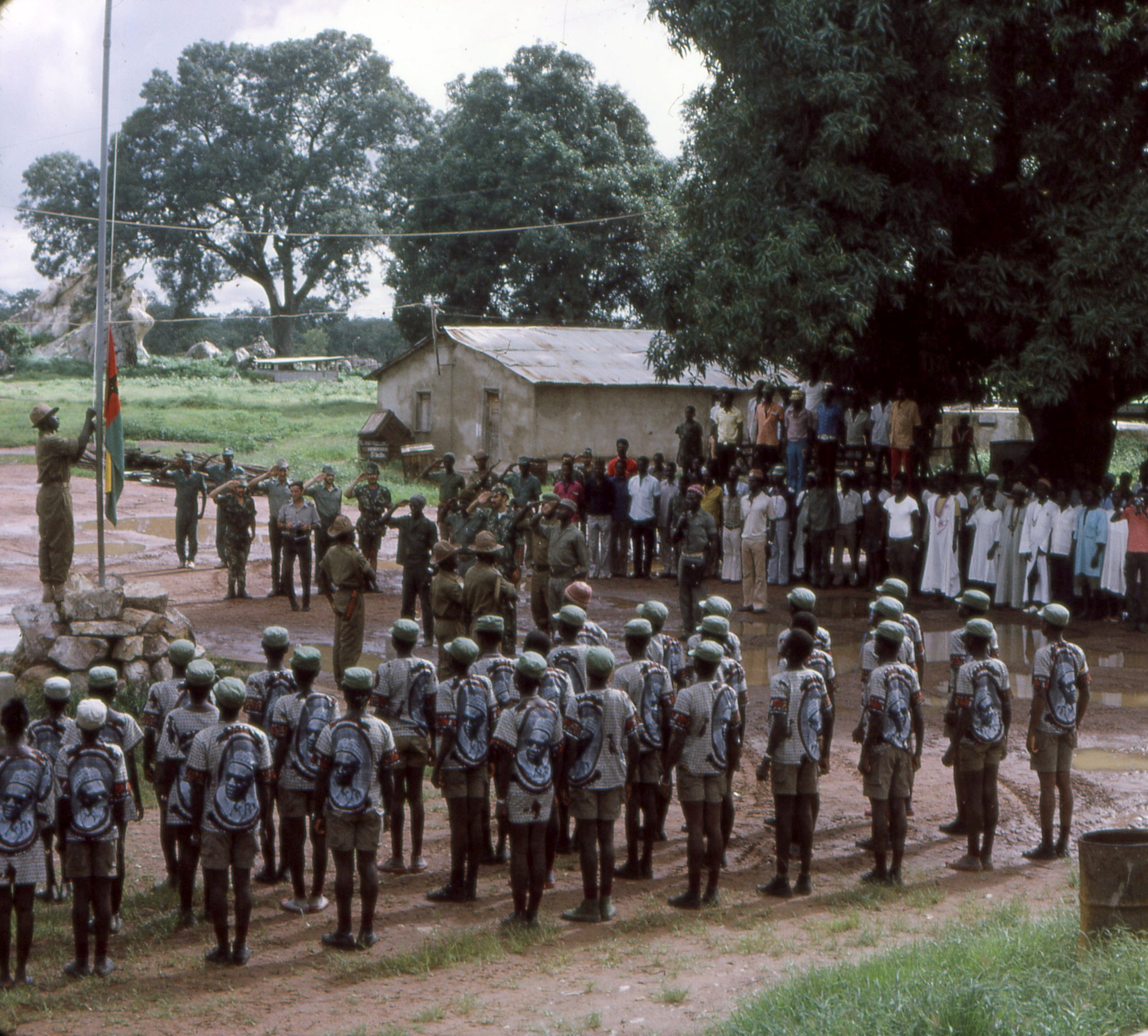
Onafhankelijkheid in Guinee-Bissau